# Estragol
Estragol (též p-allylanisol nebo methylchavikol, systematický název 1-allyl-4-methoxybenzen) je přírodní organická sloučenina. Je primární součástí estragonového oleje, tvoří v něm 60 až 75 %. Nachází se též v bazalce (23 - 88 %), borovém oleji, terpentýnu, fenyklu a anýzové myrtě.

## Struktura a vlastnosti
Chemická struktura se skládá z benzenového kruhu se dvěma vodíky substituovanými methoxyskupinou a propenylovou skupinou. Jedná se o bezbarvou až bledě žlutou kapalinu.
Estragol je izomer anetolu, liší se v poloze dvojné vazby.

## Využití
Esenciální oleje bylin obsahujících estragol se používají jako dochucovadlo v potravinářství, například v pečivu, sladkostech nebo nealkoholických nápojích.

## Rizika
Estragol je podezřelý z karcinogenních a genotoxických účinků, jak naznačuje zpráva Evropské unie z roku 2005. U zdravého dospělého člověka nebylo množství přijaté při krátkodobém užívání přípravků s estragolem shledáno nebezpečným, u něktreých skupin ale tato zpráva doporučuje omezit jeho konzumaci na jeho minimum. Zvlášť to platí pro dětskou výživu, protože mnoho čajů a čajových nápojů obsahuje estragol.